# Poraquê
O poraquê (nome científico: Electrophorus electricus) é uma espécie de peixe actinopterígio, gimnotiforme, que pode chegar a dois metros de comprimento e pesar cerca de vinte quilogramas. É uma das conhecidas espécies de peixe-elétrico, com capacidade de geração elétrica que varia de cerca de trezentos volts a cerca de 0,5 ampères até cerca de 860 volts a cerca de três ampères. É típico da Bacia amazônica (rios Amazonas, Orinoco, Madeira), bem como dos rios do estado brasileiro do Mato Grosso, Rondônia. Também encontra-se em quase toda a América do Sul.

## Outros nomes e etimologia
O termo "poraquê" vem da língua tupi poraké, em referência às descargas elétricas que produz. Além deste nome, também é chamado de enguia, enguia-elétrica, muçum-de-orelha, pixundé, pixundu ou peixe-elétrico (embora não seja o único peixe-elétrico existente).

## Fisiologia
E. electricus tem três pares de órgãos abdominais que produzem eletricidade: o órgão principal, o órgão de Hunter e o órgão de Sachs.  Esses órgãos ocupam grande parte de seu corpo e dão à enguia elétrica a capacidade de gerar dois tipos de descargas de órgãos elétricos: baixa tensão e alta tensão.  Esses órgãos são feitos de eletrócitos, alinhados para que uma corrente de íons possa fluir através deles e empilhados para que cada um adicione uma diferença de potencial. Os três órgãos elétricos são desenvolvidos a partir do músculo e exibem diversas propriedades bioquímicas e características morfológicas do sarcolema muscular;  eles são encontrados simetricamente ao longo de ambos os lados da enguia.

## Características
O poraquê ficou conhecido mundialmente por sua capacidade de produzir descargas elétricas elevadas, suficientes para matar até um cavalo, despertando a curiosidade de muitos pesquisadores. Essas descargas são produzidas por células musculares especiais, modificadas – os eletrócitos, sendo o conjunto deles denominado de mioeletroplacas. Cada célula nervosa típica gera um potencial elétrico de cerca de 0,14 volt. Essas células estão concentradas na cauda, que ocupa quatro quintos do comprimento total do peixe.
Um exemplar adulto possui de 2.000 a mais de 10.000 mioeletroplacas, conforme o seu tamanho. Dispõem-se em série, como pilhas de uma lanterna e ativam-se simultaneamente quando o animal encontra-se em excitação, como na hora da captura de uma presa ou para defender-se, fazendo com que seus três órgãos elétricos – o de Hunter e o órgão principal – descarreguem.
A maior parte desta energia expressiva é canalizada para o ambiente, não afetando o indivíduo, o qual possui adaptações especiais em seu corpo, ficando, assim, como que isolado de sua própria descarga.
Apresenta coloração negra tendente ao chocolate-escuro, salpicada de pequenas manchas amarelas, vermelhas ou branco-sujo, corpo alongado, cilíndrico, e provido apenas de nadadeira anal, que percorre grande extensão do abdome. Há exemplares em que a parte abdominal anterior à nadadeira é vermelha e seus músculos caudais geram descargas elétricas como arma de defesa e também para aturdir os peixes dos quais se alimenta. Necessita vir periodicamente à superfície (a cada oito minutos, em média), para respirar.
Embora pareça uma enguia, o poraquê é um peixe aparentado com  a carpa e o bagre. Ao contrário destes, porém, ele captura suas presas utilizando descargas elétricas. As descargas elétricas podem chegar à tensão elétrica de 1500 volts, com uma corrente elétrica de até três ampères. Isso não significa que haja simultaneidade dos dois valores máximos. Além disso, o valor da corrente é determinado não apenas pela tensão aplicada, mas também pela resistência elétrica do alvo.
O poraquê é capaz de produzir descargas elétricas de magnitude (em tensão) variada, tensão a depender apenas do animal (conforme o tamanho) — arma que usa para se defender e caçar pequenos peixes, bem como para se defender de eventuais ameaças, predatórias ou não.
De certa maneira, o poraquê comporta-se como uma bateria elétrica. Seu polo negativo está localizado na parte da frente e o polo positivo na parte de trás do corpo do animal. O choque é mais forte quando ambos os polos tocam a vítima ao mesmo tempo.
O poraquê não é, porém, o único animal com essa propriedade. Há também a arraia-elétrica, encontrada nos mares tropicais. No Rio Nilo, existe uma espécie de bagre que também produz descargas elétricas.